# ذهبان
ذهبان هي قرية عتيقة تقع على الساحل الغربي للمملكة العربية السعودية في منطقة مكة المكرمة على بعد حوالي 20 كم شمال مدينة جدة. سبب تسميتها ذهبان لان فيها ذهبان هم الذهب والملح واللذان كانا في الماضي ذو قيمةٍ تساوي قيمة الذهب لقلته. ظلت ذهبان لفترة طويلة تعرف بصيد السمك